# سیارک ۲۳۸۰۱
سیارک ۲۳۸۰۱ (به انگلیسی: 23801 Erikgustafson، نام‌گذاری: 1998QQ38) بیست و سه هزار و هشتصد و یکمین سیارک کشف شده‌است که در ۱۷ اوت ۱۹۹۸ کشف شد.
قدر مطلق سیارک برابر ۱۴.۸ است.